# Giuseppe De Maria

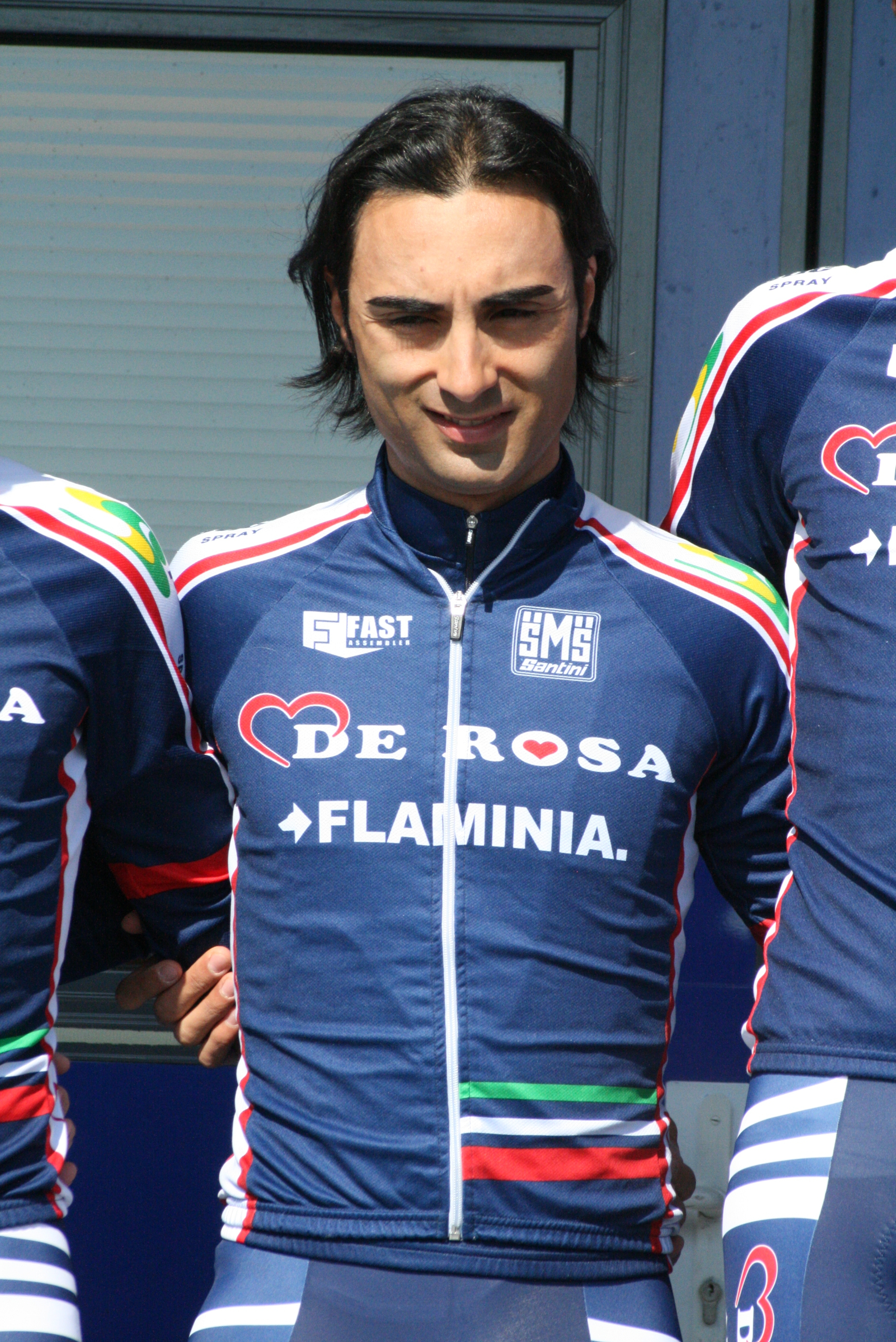
Giuseppe De Maria bei den Vier Tagen von Dünkirchen 2011

Giuseppe De Maria (* 30. August 1984 in Varese) ist ein ehemaliger italienischer Radrennfahrer.
Giuseppe De Maria konnte 2004 den Giro del Mendrisiotto, 2007 den Giro della Provincia di Biella und 2008 die Trofeo Città di Brescia-Memorial Rino Fiori gewinnen. Daraufhin fuhr er 2009  für das Professional Continental Team Amica Chips-Knauf, 2011 für De Rosa-Ceramica Flaminia und 2012 für das Continental Team Idea, konnte in dieser Zeit jedoch keine internationalen Erfolge mehr erzielen.

## Erfolge
2004
- Giro del Mendrisiotto

2007
- Giro della Provincia di Biella

2008
- Trofeo Città di Brescia

## Teams
- 2009 Amica Chips-Knauf

- 2011 De Rosa-Ceramica Flaminia
- 2012 Team Idea